# Nimbapanchax viridis
Nimbapanchax viridis är en fiskart som först beskrevs av Ladiges och Roloff, 1973.  Nimbapanchax viridis ingår i släktet Nimbapanchax och familjen Nothobranchiidae. IUCN kategoriserar arten globalt som sårbar. Inga underarter finns listade i Catalogue of Life.